# Stan Jones (giocatore di football americano)
Stanley Paul Jones, detto Stan (Altoona, 24 novembre 1931 – Broomfield, 21 maggio 2010), è stato un giocatore di football americano statunitense ha che giocato nel ruolo di offensive lineman per la maggior parte della carriera con i Chicago Bears della National Football League (NFL). Al college ha giocato a football all'Università del Maryland. È stato inserito nella Pro Football Hall of Fame nel 1991.

## Carriera professionistica
Jones fu scelto nel corso del quinto giro del Draft NFL 1953 dai Chicago Bears e dalla stagione successiva iniziò a partire come offensive tackle titolare. Nel 1955 passò al ruolo di guardia per le successive otto stagioni divenendo uno dei migliori giocatori della lega in quel ruolo.
Quando i Bears ebbero bisogno di aiuto in difesa nel 1962, l'assistente allenatore George Allen decise che Jones avrebbe potuto giocare come defensive tackle. Nel 1962 giocò così sia in attacco che in difesa, mentre a partire dall'anno seguente passò definitivamente in difesa.
Dopo il 1965, l'allenatore dei Bears George Halas acconsentì, come favore verso Jones, a scambiarlo coi Washington Redskins in modo potesse disputare la sua ultima stagione vicino alla natia Rockville, Maryland. Si ritirò dopo la stagione 1966.
Jones saltò sole due gare in undici anni di carriera, venendo inserito come guardia nella formazione ideale della stagione All-Pro nel 1955, 1956, 1959 e 1960 e venne convocato per sette Pro Bowl consecutivi dal 1955 al 1961. Si ritiene sia stato il primo giocatore a lavorare in sala pesi per migliorare la propria condizione fisica.

## Palmarès
- Campione NFL (1963)
- (7) Pro Bowl (1955–1961)
- (4) All-Pro (1955, 1956, 1959, 1960)
- Pro Football Hall of Fame (classe del 1991)
- College Football Hall of Fame